# Škofija Pembroke
Škofija Pembroke je rimskokatoliška škofija s sedežem v Pembroku (Kanada).

## Geografija
Škofija zajame področje 20.000 km² s 152.600 prebivalci, od katerih je 75.600 rimokatoličanov (49,5 % vsega prebivalstva).
Škofija se nadalje deli na 48 župnij.

## Škofje
- Narcisse Zéphirin Lorrain (4. maj 1898-18. december 1915)
- Patrick Thomas Ryan (5. avgust 1916-15. april 1937)
- Charles Leo Nelligan (16. avgust 1937-19. maj 1945)
- William Joseph Smith (19. maj 1945-8. februar 1971)
- Joseph Raymond Windle (8. februar 1971-5. maj 1993)
- Brendan Michael O'Brien (5. maj 1993-4. december 2000)
- Richard William Smith (27. april 2002-22. marec 2007)
- Michael Mulhall (30. junij 2007 - danes)